# 哈咯鎮足球會
哈咯鎮足球會（Harlow Town Football Club）是一支位於英格蘭雅息士郡哈咯鎮的職業足球會，目前於英格蘭足球依斯米安聯賽甲組北角逐。

## 外部連結
- Official club website（页面存档备份，存于）
- Barrows Farm with Leicester City memories（页面存档备份，存于）